# Алексєєва Олена Семенівна
Олена Семенівна Алексєєва (25 квітня 1926, Шварцівський рудник Широківського району Дніпропетровської області, УРСР — 16 вересня 2006) — українська науковиця-агроном. Доктор сільськогосподарських наук (1971). Професор (1973). Заслужений діяч науки і техніки України (1992).

## Життєпис
Закінчила Київський сільськогосподарський інститут (1950). Працювала на Тернопільській селекційно-дослідній станції (1950—1955); у НДІ землероб. і тваринництва західних областей України (1956—1971).
Від 1971 — у Кам'янець-Подільському сільськогосподарському інституті (нині Подільський державний аграрно-технічний університет); професор, завідувач кафедри, зав. проблем. лаб. гречки (нині НДІ круп'яних культур; від 1997 — директор).
Академік О. С. Алексеєва опублікувала понад 350 наукових праць, у тому числі монографії, навчальні та методичні посібники, брошури, плакати, листівки тощо. Видала 9 збірників наукових праць, підготувала 27 кандидатів наук та чотирьох докторів наук. Створила наукову школу вчених по селекції, насінництву та технології вирощування гречки (Fagopyrum).
За участю Алексєєвої засновано Тернопільську науково-виробничу систему «Гречка» (1987), виведено й передано на сортовипробування 30 сортів гречки, 12 з яких районовано.
Неодноразово була учасником всесоюзних та республіканських виставок та відмічалась Золотими і Срібними медалями.
Нагороджена орденом Трудового Червоного Прапора та медалями.
Померла після тривалої хвороби 16 вересня 2006 року.